# Philip Scrubb
Philip Alexander Scrubb (* 27. November 1992 in Richmond, British Columbia) ist ein kanadischer Basketballspieler.

## Vereinslaufbahn
Scrubb spielte Basketball am Vancouver College in der Provinz British Columbia und zwischen 2010 und 2015 an der Carleton University (Ottawa) in der kanadischen Universitätsliga CIS. Mit Carletons Mannschaft, die den Spitznamen „Raben“ trägt, wurde Scrubb in jeder seiner fünf Spieljahre Meister der CIS. Im Jahr 2014 wurde er sportartübergreifend als bester männlicher Sportler der CIS ausgezeichnet. 2012, 2013 und 2014 erhielte Scrubb jeweils die Auszeichnung als Spieler des Jahres der CIS.
2015 wurde Scrubb Berufsbasketballspieler und wechselte zum griechischen Erstligisten AEK Athen. Im Januar 2016 schloss er sich dem deutschen Bundesligisten Skyliners Frankfurt an. Anfang Mai 2016 gewann er mit den Hessen den europäischen Vereinswettbewerb FIBA Europe Cup. Die Saison 2016/17 verpasste der Kanadier aufgrund eines Knorpelschadens im Knie in Gänze und kehrte zum Spieljahr 2017/18 ins Frankfurter Aufgebot zurück.
Scrubb wurde als bester Offensivspieler der Bundesliga-Punktrunde 2017/18 ausgezeichnet. Mit einem Punkteschnitt von 19,6 je Begegnung war er in der Punktrunde 2017/18 zudem bester Korbschütze der Bundesliga.
In der Sommerpause 2018 verließ er die Frankfurter mittels einer in seinem Vertrag enthaltenen Ausstiegsklausel und wechselte zu Zenit St. Petersburg nach Russland. Er blieb dort ein Jahr und ging im Sommer 2019 zu spanischen Erstligisten CB Estudiantes. In 25 Einsätzen in der Liga ACB brachte es Scrubb auf 9,4 Punkte je Begegnung. Mitte Juni 2020 gaben die Ottawa BlackJacks aus der kanadischen CEBL seine Verpflichtung bekannt und nahmen auch seinen Bruder Thomas unter Vertrag. Im Juli 2020 vermeldete der französische Erstligist Limoges CSP Scrubb als Neuzugang. Zur Saison 2021/22 kehrte der Kanadier nach Russland zurück, er einigte sich mit Awtodor Saratow auf einen Vertrag.
Im März 2022 verließ er Saratow und schloss sich dem spanischen Erstligisten Obradoiro CAB an, bei dem er Mannschaftskamerad seines Bruders Thomas wurde. In der Saison 2023/24 stand Philip Scrubb mit der türkischen Mannschaft Bahçeşehir Koleji in den Endspielen des Wettbewerbs FIBA Europe Cup, unterlag aber dem deutschen Bundesligisten Niners Chemnitz mit seinem Landsmann Kaza Kajami-Keane.
Während der Sommerpause 2024 wechselte Scrubb zum Club Basquet Coruña in die erste Liga Spaniens. Er verpasste in der Saison 2024/25 den Klassenerhalt mit der Mannschaft.

## Nationalmannschaft
Mit der kanadischen Nationalmannschaft gewann er 2015 Bronze bei der Amerikameisterschaft. 2016 nahm er mit Kanada am Ausscheidungsturnier für die Olympischen Sommerspiele teil, verpasste jedoch die Qualifikation für die Spiele in Rio de Janeiro.

## Sonstiges
Sein älterer Bruder Thomas Scrubb ist ebenfalls Basketballspieler.